# Aardbeving Petrinja 2020
Op 29 december 2020 vond er een aardbeving plaats in het Kroatische Petrinja op 45 km afstand van Zagreb.
De beving met een kracht van 6,4 werd gevoeld in onder meer Italië, Servië, Bosnië en Herzegovina en het zuiden van Oostenrijk. Slovenië sloot uit voorzorg de kerncentrale in Krško, deze ligt direct aan de grens met Kroatië. De beving was een tweede in korte tijd, op de dag ervoor was er in deze buurt een beving met een magnitude van 5.2.